# Стригуны
Стригуны — село в Борисовском районе Белгородской области. Центр Стригуновского сельского поселения.

## География
Село Стригуны располагается в западной части Белгородской области, на реке Ворскле, чуть выше по её руслу относительно районного центра Борисовки (практически примыкая с северо-востока).

## История

### Происхождение названия
Село Мощенское, как первоначально именовались Стригуны, возникло задолго до появления Борисовки, Грайворона, Головчина. Это было первое значительное русское поселение Хотмыжского уезда на Крымской стороне Ворсклы.
Люди сеяли рожь, пшеницу, разводили скот, в том числе жеребят, которых называли Стригунками — это одна из версий названия села Стригуны.
Шереметевы скупали земли, в том числе и Мощенские, пахотных земель становилось все больше, а обрабатывать их было некому, вот и стали Шереметевы селить на этих землях украинских переселенцев — черкас, а численность потомков русских служащих людей в то же время сокращалось. Русские имели такое обыкновение: время от времени подстригаться. Черкасы якобы прозвали местное население стригунами — это вторая версия названия села.

### Исторический очерк
В столичных архивах сохранились документы 1714-1715 и последующих годов, в которых довольно часто упоминается село Стригуны в «вотчине графа Шереметева».
В 1861 году в cеле Стригуны открыли школу.
Энциклопедический словарь Брокгауза - Ефрона (1899 год): «Стригуны - село Грайвороновского уезда, в 32 верстах от уездного города. Жителей 3460. Торговля, ярмарка, сельский банк».
Справочная книга «Россия...» (1902 год): «От Томаровки на юго-запад, по левую сторону Ворсклы, вниз ее течения, идет почтовая дорога в уездный город Грайворон. ...значительное селение на этом пути — село Стригуны, в 10 верстах от Томаровки, имеет до 5.500 жителей, волостное правление, школу, богадельню, лавки, 18 ветряных мельниц и 2 ярмарки. В эпоху освобождения крестьян село это принадлежало графу Д.Н. Шереметеву, владевшему при нем 4.600 десятинами».
После победы Октябрьской революции крестьяне получили землю. Помещичья, церковная и кулацкая земля была распределена между крестьянами. Получили право на землю и женщины. В среднем семья стала иметь где-то по 2-5 десятин.
10 октября 1929 года в Стригунах был организован первый колхоз, имя которому было дано «Возрождение деревни».
Осенью 1941 года войска гитлеровской Германии оккупировали Стригуны.
В июле-августе 1943 года немецко-фашистские захватчики были разгромлены на Белгородско-Курской дуге, что принесло освобождение от немецко-фашистской оккупации.
В 1994 году сдан газопровод низкого давления по ул. Комсомольской – 2,5 км. Выполнен монтаж газового оборудования в 60 квартирах. Пущен природный газ в 10 квартирах. Ведется строительство газопровода низкого давления 300 м к 18-квартирному жилому дому и 1,1 км газопровода высокого давления к ГРП на комплекс КРС. 8 февраля 1995 года сдан в эксплуатацию детский сад на 90 мест.

## Население
Согласно «учиненной в 1764 году октября дня вотчинной отписке» «показано черкас душ мужского пола в с. Стригунах 518...».
На 1 января 1932 года в селе Стригуны 1-е было 2317 жителей, в селе Стригуны 2-е — 1794.
| 2002 | 2010  |
| ---- | ----- |
| 1389 | ↗1913 |

## Интересные факты
- Село Стригуны и окрестные деревни издревле славились разведением репчатого лука и чеснока[7]. Образчики стригуновского лука были на всемирной выставке в Париже в 1904 году, где он получил всемирное признание и был удостоен «Большой золотой медали», которая хранилась у волостного старейшины[3]. В советское время практически все население села работало в колхозе имени Ленина, одном из лучших хозяйств области. Колхоз специализировался на выращивании лука, старинном промысле местных жителей[8].

## Внешние ссылки
- Историческая справка по Стригуновскому сельскому поселению